# Castanotherium lamprongse
Castanotherium lamprongse är en mångfotingart som först beskrevs av Chamberlin 1945.  Castanotherium lamprongse ingår i släktet Castanotherium och familjen Zephroniidae. Inga underarter finns listade i Catalogue of Life.